# Tihomir Kostadinov
Tihomir Kostadinov (Macedonisch: Тихомир Костадинов) (Valandovo, 4 maart 1996) is een Macedonisch voetballer die doorgaans als middenvelder speelt. Hij verruilde medio 2017 in Slowakije FC ViOn Zlaté Moravce voor MFK Ružomberok. Kostadinov debuteerde in 2019 voor het Macedonisch voetbalelftal en maakte deel uit van de selectie op het Europees kampioenschap voetbal 2020.